# 卡斯特洪
卡斯特洪（西班牙語：Castejón）是西班牙纳瓦拉的一个市镇。总面积18.07平方公里，总人口4109人（2018年），人口密度227人/平方公里。